# Smbat de Martelaar
Smbat de Martelaar (Armeens: Սմբատ Ա) (ca. 855 - Erndjak, 912) was koning van Armenië.
Smbat was lid van de familie Bagratuni en was zoon van koning Ashot I Bagratuni en Kotramide. In 890 volgde hij zijn vader op maar moest daarbij wel de weerstand van zijn oom overwinnen. In 892 werd Smbat echter formeel gekroond door de stadhouder (van de kalief) van Azerbeidzjan. Hij was voortdurend in gevecht met opstandelingen en met de Arabieren, maar sloot wel een vriendschapsverdrag met Leo VI van Byzantium. In 902 wist Smbat de stadhouder van Azerbeidzjan te verslaan, hierdoor werd Smbat een rechtstreekse vazal van de kalief. De nieuwe stadhouder Yussuf van Azerbeidzjan stookte daarop de Armeense oppositie op tot een opstand. In 912 was Smbat zo in het nauw gebracht dat hij zich aan Yussuf moest overgeven. Die liet Smbat prompt onthoofden en stelde zijn lichaam ten toon terwijl het aan een kruis was genageld (wat zijn bijnaam verklaart).
Smbat was vader van:
- Ashot II Bagratuni, (ca. 890 - 928), koning vanaf 914
- Musel, (- 910), legeraanvoerder, gevangengenomen en vermoord door Yussuf
- Abas, (- 958) volgde in 928 Ashot II op als koning. Bouwde de kathedraal van Kars, wat leidde tot een oorlog met de vorst van Abchazië die wilde afdwingen dat de kerk als een Griekse kerk zou worden ingewijd in plaats van als een Armeense kerk
- dochter, getrouwd met Gagik Apumruan, regent van Vaspurakan